# Gramatike hrvatskoga jezika

## Gramatike (slovnice) hrvatskoga jezika
| Godina    | Autor | Naziv | Opis |
| --------- | --- | --- | --- |
| 1604.     | Bartol Kašić                                                                                                | Institutiones linguae Illyricae (Osnove ilirskoga jezika) | Gramatika je čakavsko-štokavska. Donosi nenovoštokavsko padežno ustrojstvo i tronaglasni sutav. Utemeljena ja na latinskoj gramatici, pa je opterećena mnoštvom glagolskih načina kojih nema u hrvatskom jeziku. U mnogo čem je temelj gramatikama koje su slijedile poslije nje. (Pretisci: Slavistische Forschungen herausgegeben von Reinhold Olesch, Band 21, Böhlau Verlag, Kö1n-Wien, 1977; Most/The Bridge, Zagreb, 1990; Institut za hrvatski jezik i jezikoslovlje, Zagreb, 2002. |
| 1665.     | Juraj Križanić                                                                                              | Gramatíčno iskazánje ob rúskom jezíku | Opća slavenska gramatika objavljena u Tobolsku. Sadrži opis onodobnoga hrvatskoga jezika, poglavito u tronarječnoj dimenziji, svojstvenog ozaljskom književnojezičnom krugu (M. Moguš). |
| 1712.     | Toma Babić                                                                                                  | Prima grammaticae institutio pro tyronibus Illiricis accomodata a p. f. Thoma Babych a Vellim | 2. izdanje 1745.. Latinska gramatika, prilagođena hrvatskomu kao pretpostavljenom materinskom jeziku učenika. Značajna u izučavanju izgradnje hrv. knjiž. jezika i njegove standardizacije, koja je u to doba bila još u zametku. |
| 1713.     | Lovro Šitović                                                                                               | Grammatica Latino-Illyrica | - |
| 1728.     | Ardelio della Bella                                                                                         | Instruzioni grammaticali della lingua illirica | U Dizionario Italiano—Latino—Illirico. Napisana na talijanskom i objavljena u Veneciji 1728, Dubrovnik, 1785; samostalno: Principi elemetari della grammatica illirica. Dubrovnik, 1837. |
| 1761.     | Blaž Tadijanović                                                                                            | Svaschta po mallo illiti kratko sloxenye immenah, i ricsih u illyrski, i nyemacski jezik. (Svašta po malo iliti kratko složenje imena i riči u ilirski i njemački jezik) | - |
| 1767.     | Matija Antun Relković                                                                                       | Nova slavonska i nimačka gramatika. Neue Slavonische und Deutsche Grammatik. | Zagreb, 1767, Beč, 1774, 1789. |
| 1778.     | Marijan Lanosović                                                                                           | Neue Einleitung zur Slavonischen Sprache mit einem nützlichen Wörter- und Gesprächbuche, auch einem Anhange verschiedener deutscher und slavonischer Briefe und einem kleinen Titularbuche versehen. Anleitung zur slavonischen Sprachlehre, sammt einem nützlichen Anhange mit verschiedenen Gesprächen, deutsch-slavonisch- und hungarischen Wörterbuche; Briefe, Benennung der vornehmsten geist- und weltlichen Würden, dann vorzüglichsten Festtage und anderern Personen versehen. | Objavljena u Osijeku 1778, 1789; sa «slavonskim» rječnikom na kraju Ofen, 1795. |
| 1783.     | Ignacij Szent-Mártony                                                                                       | Einleintung zur kroatischen Sprachlehre für Deutsche. | Varaždin, 1783. |
| 1790.     | Franc Kornig                                                                                                | Kroatische Sprachlehre oder Anweisung für Deutsche die kroatische Sprache in kurzer Zeit gründlich zu erlernen nebst beygefügten Gesprächen und verschiedenen Uebungen … | Zagreb, 1790, 1795. |
| 1793.     | Josip Jurin                                                                                                 | Grammatica Illyricae juventuti Latino-Italoque sermone instruendae accomodata. Slovkigna slavnoj slovinskoj mladosti diackim illirickim i talianskim izgovorom napravglena. | Venecija, 1793. |
| 1799.     | Ivan Vitković                                                                                               | Gründe der kroatischen Sprache zum Nutzen der deutschen Jugend verfasst. Zagreb | Zagreb, 1799. (rukopis). |
| 1803.     | M. E. Muža                                                                                                  | Praktische Grammatik der kroatischen Sprache : theoretisch-praktische Anleitung zur schnellen Erlernung durch Selbstunterricht. | Beč, Pešta i Leipzig, 1803, 1902, Beč, Leipzig, 1920, (Praktische Grammatik der serbisch-kroatischen Sprache fuer den Selbstunterricht : theoretisch-praktische Anleitung zur schnellen Erlernung durch Selbstunterricht) 1900. |
| 1803.     | Josip Voltić Istranin                                                                                       | Grammatica illirica | U Ricoslovnik illiricskoga, italianskoga i nimacskoga jezika s’ jednom pridpostavljenomm grammatikom illi pismenstvom: sve ovo sabrano i sloxeno od Jose Voltiggi Istrianina. Tiskano u Beču. |
| 1808.     | Franjo Marija Appendini                                                                                     | Grammatica della lingua Illirica ... | U Dubrovniku objavljena naddijalekatska gramatika temeljena na štokavštini, no sadrži i čakavske i kajkavske elemente, Dubrovnik, 1808, 1828, 1848, 1850. |
| 1810.     | Josip Matijević                                                                                             | Horvatzka Grammatika oder kroatische Sprachlehre. | Zagreb, 1810. |
| 1812.     | Šime Starčević                                                                                              | Nova ricsoslovica illiricska vojnicskoj mladosti krajicsnoj poklonjena | Prva gramatika koja je identificirala novoštokavski četeveronaglasni sustav. Tiskana u Trstu, objelodanjena u Beču. Promiče ikavski izgovor. |
| 1826.     | Josip Đurkovečki                                                                                            | Jezichnica horvatzko-slavinzka za hasen Slavincev, i potrebochu oztaleh ztranzskoga jezika narodov (Kroatisch-Slavische Sprachlehre zum Nutzen der Slavonier und Gebrauche der übrigen auswärtigen Nationen). | Pešta, 1826. |
| 1833.     | Ignjat Alojzije Brlić                                                                                       | Grammatik der illyrischen Sprache, wie solche in Bosnien, Dalmatien, Slavonien, Serbien, Ragusa & c. dann von den Illyriern in Banat und Ungarn gesprochen wird. Für Teutsche verfasst und herausgegeben von Ignatz Al. Berlich | Ofen, 1833 'Dritte Auflage. Agram, 1850. (3. izdanje 1850. u Zagrebu). |
| 1836.     | Vjekoslav Babukić                                                                                           | Osnova slovnice slavjanske narěčja ilirskoga uredjena Věkoslavom Babukićem. | Prva važna gramatika ilirske jezične škole. Objavljena u Zagrebu. Danica ilirska, II, 1836, br. 10, str. 37-40; br. 11, str. 41-44; br. 12, str. 45-48; br. 13, str. 49-52; br. 14, str. 53-56; br. 15, str. 57-60; kao otisak s istim naslovom i iste godine tiskano u Zagrebu kod Milana Hiršfelda i kod Franje Suppana u nekoliko stotina primjeraka ("Ilirska slovnica", IX); prijevod na njemački: Věkoslav Babukić's Grundzüge der Illirischen Grammatik, durchaus mit der neuen Ortographie. Mit einer sprachvergleichenden Vorrede von Rudolf Frölich. Wien 1839, Jos. Wenedikt's sel. Witwe Buchhandlung; na talijanski: Elementi della grammatica illirica secondo la nouova ortografia di Viekoslavo Babukić con una prefazione filologica di Rodolfo Frölich. Traduzione di G.A.K. /= Giovanni Agosto Kaznačić/, Zara, fratelli Battara tipografi editori 1846 ("Ilirska slovnica", XIV); Trad. di Giovanni Ajosto Kaznačić, 2. ed. Zara, 1851 (NSB); Zadar, 1865. (Vince 1971, 287). |
| 1837.     | Ignac Kristijanović / Ignaz Kriztianovich                                                                   | Grammatik der Kroatischen Mundart | Objavljena u Zagrebu. Pisana je njemački i goticom. Posljednja je i gramatikografski najsavršenija starokajkavska slovnica. |
| 1839.     | Antun Mažuranić                                                                                             | Temelji ilirskoga i latinskoga jezika za početnike | Razlikovna latinsko-hrvatska gramatika, pisana u obliku pitanja i odgovora (potput katekizma). Tom je gramatikom hrvatski uzdignut na razinu latinskoga pa je gramatika potpomogla razvijanju svijesti o tom da hrvatski ima sve vrijednosti koje treba imati jedan jezik da bi bio službeni (tada je latinski bio službeni jezik u Saboru); Zagreb, 1839, 1842.. |
| 1840.     | Rudolph Fröhlich (Veselić)                                                                                  | Der kleine Ilirer. | Beč, 1840. |
| 1843.     | Ilija Rukavina Ljubački                                                                                     | Kroatische Abänderungs- und Abwandlungsformen nebst den Regeln der Aussprache und Rechtsschreibung. Ein Leitfaden für Lehrer und Lernende. | Trst, 1843. |
| 1847.     | Lavoslav Fürholzer                                                                                          | Horvatsko-slavonska slovnica za početnike | Objavljena u Varaždinu 1847, 1850. |
| 1846.-49. | Vjekoslav Babukić                                                                                           | Grundzüge der illirischen Sprachlehre von Professor Věkoslav Babukić; Fondamenti della grammatica illirica di professore Věkoslavo Babukić tradotti da V. V-ž-ć /=Vladislav Vežić/, u: Ilirsko-němačko-talianski mali rěčnik od Josipa Drobnića, sa osnovom gramatike ilirske (protumačenom němački i talianski) od Věkoslava Babukića. Troškom Matice ilirske. Beč. Tiskom jermenskoga manastira.                                                                                       | Objavljena u Beču |
| 1850.     | Rudolf Fröhlich (Veselić)                                                                                   | Theoretische-praktische Taschen-Grammatik der illirischen Sprache | Beč, 1850. (Školski muzej, Zagreb); 1865. (preradio I. Macun) (EJ, sv. 4/1986, s.v. Fröhlich-Veselić). |
| 1850.     | Andrija Stazić                                                                                              | Grammatica della lingua illirica ad uso degli amatori nazionali e stranieri che bramano d’impararla | Objavljena u Zadru |
| 1850.     | Jerolim Šutina / Girolamo Suttina                                                                           | Principi di grammatica illirica, u: Vocaboli di prima necessita… | Zadar, 1850, 21855, 1879. |
| 1849.-50. | Šime Starčević                                                                                              | Ričoslovje | Objavljivan je u zadarskom Glasniku dalmatinskom 1849. i 1850.. |
| 1850.     | J. Partaš                                                                                                   | Pravopis jezika ilirskoga | Objavljen u Zagrebu, pretisak 2002. |
| 1851.     | Andrija Barić                                                                                               | Slovnica serbsko-ilirskoga jezika za decu u Dalmacii i u druzih deržavah jugoslavjanskih. | Spljet, 1851, 1861. |
| oko 1852. | Jere Luiđi Vrdoljak                                                                                         | Ilirsko-dalmatinska slovnica s tumačenjem talijanskim | Napisao je i za ovo je tražio pretplatnike, no nema podataka o tome je li i kad je tiskao ovo djelo. |
| 1854.     | Vjekoslav Babukić                                                                                           | Ilirska slovnica.. | Zagreb |
| 1854.     | Andrija Torkvat Brlić                                                                                       | Grammatik der illyrischen Sprache wie solche im Munde und Schrift der Serben und Kroaten. | Beč |
| 1854.     | Fran Volarić                                                                                                | Ilirska slovnica za početne učionice. | Objavljana u Trstu |
| 1855.     | Ivan Danilo                                                                                                 | Grammatica della lingua illirica. Zadar | Zadar, 1855. |
| 1855.     | Andrija Stazić                                                                                              | Grammatica illirica pratica secondo il metodo di Ahn e di Ollendorff | Split, 1855, Trst, 1861. |
| 1859.     | Antun Mažuranić                                                                                             | Slovnica Hérvatska. Za gimnazije i realne škole. Dio I. Rečoslovje. | Najvažnija Mažuranićeva gramatika. Zagreb, 1859, 1861, 1866, 1869. |
| 1859.     | Adolfo Veber Tkalčević                                                                                      | Skladnja ilirskoga jezika za niže gimnazije | Početak gramatika Zagrebačke filološke škole. Beč, 1859, 1862. |
| 1860.     | Vinko Pacel                                                                                                 | Slovnica jezika Hrvatskoga ili Srbskoga | Zagreb |
| 1862.     | Adolfo Veber Tkalčević                                                                                      | Slovnica za četverti razred katoličkih glavnih učionah u Carevini austrijanskoj. Slovnica za IV. razred pučkih učionah Slovnica hrvatska za pučke učione Slovnica hrvatska i pismovnik za pučke učione | Beč, 1862, 1863, 1867, 1868, 1870 1875. 1876. 1878, 1879. |
| 1864.     | Vatroslav Jagić                                                                                             | Gramatika jezika hervatskoga. Osnovana na starobugarskoj slověnštini. Dio pervi: Glasovi. Zagreb, 1864. | Jedina gramatika koju je Jagić napisao. Riječ je o stroslavenskoj gramatici u kojoj je obilje bilježaka o odnosu stsl. sa suvremenim jezikom (dakako, Jagiću suvremenim jezikom). |
| 1865.     | Vinko Pacel                                                                                                 | Oblici književne hrvaštine | Karlovac |
| 1867.     | Pero Budmani                                                                                                | Grammatica della lingua serbo—croata (illirica) | Prvi puta je naziv «srpsko-hrvatski» upotrijebljen u nazivu jednoga filološkoga djela. Beč, 1867. |
| 1869.     | Paul Pierre                                                                                                 | Abrégé de grammaire française-croate et de dictionnaire français-croate. | Zagreb, 1869. |
| 1869.     | Josip Vitanović                                                                                             | Slovnica hervatskoga jezika za nižu realku. | Osijek, 1872. |
| 1871.     | Adolfo Veber Tkalčević                                                                                      | Slovnica hervatska za srednja učilišta | Najpoznatija gramatika Zagrebačke škole. Zagreb, 1871., 1873., 1876. |
| 1873.     | Ivan Danilo                                                                                                 | Slovnica za srednja učilišta nižega reda. Uredio po Budmanijevoj. | Zadar, 1873. |
| 1873.     | Dragutin Parčić                                                                                             | Grammatica della lingua slava (illirica) | Zadar, 1873, 1878; prijevod na francuski: Grammaire de la langue Serbo-Croate. Pariz, 1877, 1904. |
| 1874.     | Ivan Mihalović                                                                                              | Gyakorlati Ilir nyelvtan (Slovnica ilirskog jezika) | Baja, 1874. |
| 1879.     | Mirko Divković                                                                                              | Hrvatske gramatike I. dio. Oblici. | Početak gramatičke djelatnosti hrvatskih vukovaca. Zagreb, 1879, 1897. |
| 1880.     | Josip Vitanović                                                                                             | Gramatika hrvatskoga jezika za škole i samouke. | Osijek, 1880, 1882, 1888, 1891. |
| 1880.     | Mirko Divković                                                                                              | Nauka o izreci | Zagreb, 1880, 1892. |
| 1881.     | Mirko Divković                                                                                              | Hrvatske gramatike II dio. Sintaksa za školu. | Najutjecajnija vukovska slovnica do Maretićeve. Bila je školskom i imala je mnoštvo izdanja. Vrlo je kritzirana u svoje vrijeme, kritke su bile objektivne jer Divkovićeve gramatike vrve pogrješkama, što materijalnim, što tiskarskim. Zagreb, 1881, (Hrvatska sintaksa) 1896). |
| 1884.     | József Margitai                                                                                             | Horvát Nyelvtan | U Velikoj Kaniži (Nagy-Kanizsa). |
| 1893.     | Rudolf Strohal                                                                                              | Hrvatska slovnica | Prva hrvatska gramatika napisana Brozovim fonološkim pravopisom. Trebala je poslužiti za promicanje toga pravopisa. Kritizirana je u svoje vrijeme (a kritike i danas vrijede) jer je metodološki loša - ne razlikuje dijakroniju od sinkronije pa suvremenom jeziku prilazi s gledišta straoslavenskoga jezika. Bjelovar, 1893. |
| 1899.     | Mirko Divković                                                                                              | Hrvatska sintaksa. | Zagreb, 1899. |
| 1899.     | Tomislav Maretić                                                                                            | Gramatika i stilistika hrvatskoga ili srpskoga književnog jezika. | Gramatika koja je promijenila lik hrvatskoga jezika na prijelomu stoljeća i unijela vukovske sastavnice u hrvatski jezik. U svoje su ju vrijeme kritzirali V. Jagić i A. Radić, a u naše je doba općepoznata kao gramatika koja je postala na temelju korpusa Karadžićevih tekstova, BEZ IJEDNOGA HRVATSKOGA KNJIŽEVNIKA iz čijega bi se djela uzimali primjeri. Mladogramatičarska je pa je i s te strane zastarjela. Imala je tri izdanja, posljednje još 1963. Zagreb, 1899, 1931, 1963. (bez stilistike). |
| 1903.     | Mirko Divković                                                                                              | Oblici i sintaksa hrvatskoga jezika za srednje škole. | Zagreb, 1903, 1908. |
| 1905.     | Josip Florschütz                                                                                            | Gramatika hrvatskog jezika za ženski licej, preparandije i više pučke škole. | Zagreb, 1905, 1907, 1916. (Gramatika hrvatskoga ili srpskoga jezika) 1921, 1940, (prerađena je objavljena pod naslovom Hrvatska slovnica za srednje i slične škole) 1941, 1943, 1950, pretisak 2002. |
| 1916.     | Milan Rešetar                                                                                               | Elementar-Grammatik der kroatischen (serbischen) Sprache | Zagreb, 1916. (Elementar-Grammatik der serbischen (kroatischen) Sprache) 1922. |
| 1919.     | | Slovnica hervatskoga jezika za selske škole | Jura (Győr), 1919.. U izdanju Naših novina (ur. Mate Meršić Miloradić) . |
| 1920.     | Mihály Munkácsy                                                                                             | Horvát Nyelvtan | Budimpešta, 1920. |
| 1944.     | Blaž Jurišić                                                                                                | Nacrt hrvatske slovnice. I. Glasovi i oblici u poviestnom razvoju. | Zagreb, 1944. |
| 1899.     | Mirko Divković                                                                                              | Hrvatska sintaksa. | Zagreb, 1899. |
| 1952.     | Ivan Brabec - Mate Hraste - Sreten Živković                                                                 | Gramatika hrvatskoga ili srpskoga jezika. | Zagreb, 1952, 1966, 1970. |
| 1966.     | Stjepko Težak - Stjepan Babić                                                                               | Pregled gramatike hrvatskosrpskog jezika. | Zagreb, 1966, (Gramatika hrvatskoga jezika - priručnik za osnovno jezično obrazovanje) 2003. |
| 1967.     | Josip Hamm                                                                                                  | Kratka gramatika hrvatskoga književnog jezika za strance. | Zagreb, 1967. |
| 1971.     | Slavko Pavešić - Zlatko Vince                                                                               | Gramatika, u: Jezični savjetnik s gramatikom. | Zagreb, 1971. |
| 1975.     | Božidar Vidov                                                                                               | Croatian grammar for upper level secondary schools in emigration = Hrvatska slovnica za više razrede pučkih škola u iseljeništvu | Toronto, 1975. (Napomena: U djelu je naznačeno kako se u rukopisu nalazi Slovnica čakavskog govora za Hrvate u zapadnoj Mađarskoj. Na hrvatskom i mađarskom jeziku.) Primjerak na Google knjigama. |
| 1979.     | Eugenija Barić - Mijo Lončarić - Dragica Malić - Slavko Pavešić - Mirko Peti - Vesna Zečević - Marija Znika | Priručna gramatika hrvatskoga književnog jezika. | Zagreb, 1979, (Gramatika hrvatskoga književnog jezika) 1990, (Hrvatska gramatika) 1995, 1997. |
| 1986.     | Stjepan Babić                                                                                               | Tvorba riječi u hrvatskom književnom jeziku. Nacrt za gramatiku. | Zagreb, 1986, 1991. |
| 1986.     | Radoslav Katičić                                                                                            | Sintaksa hrvatskoga književnog jezika. Nacrt za gramatiku. | Zagreb, 1986, ostala izdanja 1991. |
| 1991.     | Stjepan Babić - Dalibor Brozović - Milan Moguš - Slavko Pavešić - Ivo Škarić - Stjepan Težak                | Povijesni pregled, glasovi i oblici hrvatskoga književnog jezika. Nacrti za gramatiku. | Zagreb, 1991. |
| 1997.     | Dragutin Raguž                                                                                              | Praktična hrvatska gramatika. | Zagreb, 1997. |
| 2005.     | Josip Silić, Ivo Pranjković                                                                                 | Gramatika hrvatskoga jezika | Zagreb, 2005. |
| 2007.     | Stjepan Vukušić, Ivan Zoričić, Marija Grasselli-Vukušić                                                     | Naglasak u hrvatskome književnom jeziku | Zagreb 2007. |

## Vanjske poveznice
- Hrvatske gramatike  Arhivirana inačica izvorne stranice od 1. travnja 2008. (Wayback Machine)
- IHJJ  Arhivirana inačica izvorne stranice od 7. siječnja 2010. (Wayback Machine) Darija Gabrić Bagarić: Književnojezična norma franjevačkih pisaca 18. st. - sastavnica jezičnostandardizacijskih procesa, Rasprave IHJJ br. 33/2007.

- Glas Koncila: Stvaranje jedinstvenoga hrvatskog književnog jezika